# Мансидао
Мансидао (на португалски: Cristópolis) е град и община в Бразилия, щат Баия, мезорегион Крайно западна Баия, микрорегион Котежипи. Според Бразилския институт по география и статистика през 2010 г. общината има 12 594 жители.